# Saulxures-sur-Moselotte (tổng)
Tổng Saulxures-sur-Moselotte là một tổng của Pháp, tọa lạc tại tỉnh Vosges trong vùng Lorraine của Pháp.

## Phân chia hành chính
Tổng Saulxures-sur-Moselotte được chia thành 10 xã:
- Basse-sur-le-Rupt: 819 dân
- La Bresse: 4 928 dân
- Cornimont: 3 861 dân
- Gerbamont: 310 dân
- Rochesson: 658 dân
- Sapois: 624 dân
- Saulxures-sur-Moselotte: 3 070 dân
- Thiéfosse: 602 dân
- Vagney: 3 793 dân
- Ventron: 979 dân

## Lịch sử
| Ngày bầu                                                   | Tên           | Đảng | Tư cách                              |
| ---------------------------------------------------------- | ------------- | ---- | ------------------------------------ |
| Les données antérieures à 2004 ne sont pas encore connues. |               |      |                                      |
|                                                            | Guy Vaxelaire | PS   | Technicien TDF, thị trưởng La Bresse |